# 闹红火
闹红火，是山西各地農曆正月十五举办的文艺活动，由舞狮、踩高跷、锣鼓、旱船等节目组成，还包括晚上的社火。表演者一般为本地村民，由村或企业组织。